# خلیل‌آباد (خرم‌آباد)
خلیل‌آباد روستایی از توابع بخش مرکزی شهرستان خرم‌آباد در استان لرستان ایران است.

## جمعیت
این روستا در دهستان رباط قرار دارد و براساس سرشماری مرکز آمار ایران در سال ۱۳۸۵، جمعیت آن زیر سه خانوار بوده‌است.